# سكوت غراي
سكوت غراي (بالإنجليزية: Scott Gray)‏ هو كاتب كتب هزلية نيوزيلندي، يعيش ويعمل في المملكة المتحدة. 

## روابط خارجية
- سكوت غراي عل موقع إسبنسكروم (الإنجليزية)

- Scott Gray
- http://www.comicbookresources.com/؟page=article&id=20240